# Agave michoacana
Agave michoacana ist eine Pflanzenart aus der Gattung der Agaven (Agave) in der Unterfamilie der Agavengewächse (Agavoideae). Das Artepitheton michoacana verweist auf das Vorkommen der Art im mexikanischen Bundesstaat Michoacán.

## Beschreibung
Agave michoacana wächst aufrecht. Über ihre Wurzeln ist nichts bekannt. Die vier bis zehn linealischen Laubblätter laufen lang spitz zu. Ihre Blattspreite ist 27,7 bis 63,6 Zentimeter lang und 3,5 bis 10 Millimeter breit. Die Blattränder und der Kiel sind papillös. Die Laubblätter am Schaft sind dreieckig-linealisch und laufen spitz zu. Alle Laubblätter sind gelblich grün und kahl. Laubblätter an der Basis entspringen einer eiförmigen weißen, an ihren Spitzen in Fasern zerfallenden Zwiebel von 2 Zentimeter Länge und 1 bis 2 Zentimeter Breite.
Der Blütenstand erreicht eine Höhe von 40 bis 120 Zentimeter. Er besteht aus bis zu drei Gruppen sitzender und paarig angeordneter Blüten. Der zylindrische Fruchtknoten ist 8,5 bis 10 Millimeter lang. Die Perigonblätter sind weiß. Die an ihrer Basis aufrechte Blütenröhre erweitert sich im oberen Teil allmälig. Die Blütenröhre ist 80 bis 100 Millimeter lang und misst in der Mitte 3 bis 5 Millimeter im Durchmesser. Ihre dreieckigen Zipfel laufen spitz zu, sind 10 Millimeter lang und 5 bis 6 Millimeter breit. Die Staubbeutel weisen eine Länge von 6 bis 11 Millimeter auf. Der säulenförmige Griffel ist leicht dreikantig, die Narbenlappen länglich, an den Spitzen stumpf und zurückgeschlagen. Sie sind 1,5 bis 2 Millimeter lang. Blütezeit reicht von Juli bis September.
Die ellipsoiden Früchte sind 2,3 bis 2,5 Zentimeter lang und 1,4 bis 1,5 Zentimeter breit. Sie enthalten abgeflachte verkehrt eiförmig-keulenförmige, asymmetrische Samen von 4,2 Millimeter Länge.

## Systematik und Verbreitung
Agave michoacana ist im mexikanischen Bundesstaat Michoacán auf nassen Wiesen in Höhenlagen von 2200 bis 2700 Metern verbreitet.
Die Erstbeschreibung als Polianthes michoacana durch Martha Cedano Maldonado, Raymundo Ramírez Delgadillo und Ildefonso Enciso Padilla wurde 1995 veröffentlicht. Joachim Thiede und Urs Eggli stellten die Art 1999 in die Gattung Agave.
Die Art gehört in die Untergattung Manfreda und wird dort der Polianthes-Gruppe zugeordnet.

## Nachweise